# Буряковка (Тернопольская область)
Буряко́вка (укр. Буряківка) — село в Толстенской поселковой общине Чортковского района Тернопольской области Украины.
До 17 июля 2020 года входило в состав Залещицкого района, пока он не был упразднен.
Код КОАТУУ — 6122081401. Население по переписи 2018 года составляло 800 человек.

## Географическое положение
Село Буряковка находится на берегу реки Джурин,
выше по течению на расстоянии в 1 км расположено село Базар,
ниже по течению примыкает село Слободка.

## История
- 1666 год — дата основания.

## Объекты социальной сферы
- Школа I—II ст.
- Дом культуры.

## Достопримечательности
- Братская могила советских воинов.